# 1802-es vráncsai földrengés
Az 1802-es vráncsai földrengés volt a legerősebb feljegyzett földrengés a mai Románia területén: Richter-skála szerinti magnitúdója 7,9 volt, megelőzve ezzel az 1940-es (7,4) és az 1977-es (7,2) földrengéseket. A rengést Moszkvától Konstantinápolyig érezték. Nagyon sok épület elpusztult, megrongálódott, azonban a források csak négy halottról számoltak be.

## Lefolyása, károk
A földrengés 1802. október 26-án (a Moldvában és Havasalföldön használt julián naptár szerint október 14-én, Szent Paraszkéva napján), 12 óra 55 perc körül pattant ki, és körülbelül két és fél percen keresztül tartott. Nagy károk keletkeztek Bukarestben; számos templom, középület és lakóház súlyosan megrongálódott vagy összedőlt. Az elpusztult épületek között volt az 54 méter magas Colțea torony, Bukarest nevezetessége és legmagasabb épülete, melyet svédek építettek 1709–1714 között. Megsérültek többek között a Stravropoleos, Sărindar, Sf. Apostoli, Sf. Gheorghe Nou, Mihai Vodă, Sf. Atanasie Bucur templomok, továbbá a Cotroceni és a Văcărești kolostorok. Constantin Ipsilanti fejedelem kúriája is összedőlt, így udvartartásával a Văcărești kolostorba költözött. A károk ellenére azonban csak négy halálos áldozatról számoltak be: egy zsidó asszony és gyermeke, egy vándorkereskedő aki a Colțea-torony romjai alatt lelte halálát, és egy további áldozat. A halálos áldozatok száma azért lehetett ilyen alacsony, mert a házak egymástól távol épültek, nagy udvarokkal és kertekkel elválasztva. Emellett az építőanyagok (főként zsindely és fa) könnyűek voltak.
Számos feljegyzés, krónika, kézirat, tanúvallomás beszámolt az eseményről, és a fennmaradt források mennyiségéből is látható, hogy mekkora hatással volt az egész romániai társadalomra. Egy beszámoló szerint a földben repedések keletkeztek, melyek akár egy lovat is elnyeltek, és „víz jött ki belőlük, fekete füsttel”. Egy másik így ír: „a nap hetedik órájában nagy rémülettel rengett a föld, és Aninoasa szent kolostorának templomtornya kétoldalt megrepedt. Más helyeken pedig sok templom és ház dőlt össze, még a bukaresti Colțea is, és sok ház, nagy és kicsi, Bukarestben és a román és német föld minden környező városában, és ez a nép soha nem tapasztalt ilyen szörnyű földrengést”.
A földrengést napfogyatkozás előzte meg, így a rettegő emberek az égi jelenséget összekötötték a természeti csapással, és a bűneikért kapott mennyei büntetésként magyarázták. Nicolae, az argeși püspökség tanácsosa (logofăt) szerint az esemény „Isten nagy hatalmának bizonyítása volt mint nekünk, mint az utánunk következők számára (...) Sok szent templom tornya leomlott, más templomok pedig teljesen összedőltek. Bukarestben a magas Colțea torony, amely a város dísze volt, összedőlt, a bojárházak és középületek közül pedig csak nagyon kevés maradt állva. Ha a földrengés a nép imádkozásra való gyülekezésének idején történt volna, rettenetesen aratott volna a halál.”
Bukaresten kívül a földrengés számos más helyen is károkat okozott. Épületek rongálódtak meg és tornyok dőltek le Moldvában, például Jászvásáron és Barládon. Erdélyben, főként a Barcaságon is pusztított a földrengés; például a brassói a Kapu utcai kapu és a höltövényi erődtemplom helyrehozhatatlanul megrongálódott, és a Fekete templom is károkat szenvedett. Rusze, Várna, Vidin városai (melyek akkor az Oszmán Birodalom részét képezték) szinte teljesen elpusztultak. A rengést mintegy 2 millió négyzetkilométeren, Moszkvától Konstantinápolyig érezték.
A földrengést több utórengés követte. Az elkövetkező években kisebb földrengések voltak, a következő nagyobb 1829 novemberében következett be, majd egy újabb pusztító földrengés 1838-ban.

## Újjáépítés
A katasztrófa utáni Bukarest látványa siralmas volt: a templomok és a házak romokban hevertek vagy megrongálódtak, az ereszcsatornák és kémények leestek, a törmelék miatt sok utca járhatatlan volt. Constantin Ipsilanti fejedelem gyors intézkedéseket tett a város rendbetétele érdekében, a munkások által követelhető árakat pedig maximálta, hogy azok ne tudják kihasználni a helyzetet. Szintén ebből a célból újjászervezte a kőművesek és az ácsok céhét. Ezek az intézkedések, valamint a vidékről hozatott építőanyagok lehetővé tették, hogy a város viszonylag gyorsan, néhány év alatt helyreálljon, egyes városrészek pedig civilizáltabb megjelenést kaptak, mint korábban.